# 维纳尔斯小吃店
维纳尔斯小吃店（英語：The Wieners Circle）是一家位于美国芝加哥林肯公园区克拉克街的热狗店。其招牌菜包括波兰香肠、碳烤热狗、汉堡、炸起司。該餐馆的特色或“主题”是点餐时會以惡劣態度对待顾客。周末营业时间里，该店员工会以粗鲁的方式对待顾客，顾客也会回以谩骂；这种特別的营业方式使之成为了一个著名的主题小吃店，曾登上許多电视节目，如真人秀等。